# Tetrastichus cyaniventris
Tetrastichus cyaniventris is een vliesvleugelig insect uit de familie Eulophidae. De wetenschappelijke naam is voor het eerst geldig gepubliceerd in 1863 door Motschulsky.